# Bret Loehr
Bret James Loehr, född 9 juli 1993 i Tarzana, Kalifornien, är en amerikansk barnskådespelare som är mest känd för sin roll i thrillerfilmen Identity.